# Johann Abraham Ihle
Johann Abraham Ihle, né le 14 juin 1627 et mort en 1700, est un astronome amateur allemand qui a découvert le premier amas globulaire, M22, le 26 août 1665, alors qu'il observait Saturne dans le Sagittaire.